# كلية كديز
كلية كديز هي جامعة تأسيسية تقع في مدينة إزمير وكانت احدى الجامعة السابعة في المدينة. تأسست من قبل مؤسسة سيباهي للتعليم والصحة والرياضة في مجلس الأمة التركي الكبير في 30 يوليو 2008، بقانون تعديل قانون تنظيم مؤسسات التعليم العالي رقم 5799 و5796. وتم افتتاح الجامعة في العام الدراسي 2009-2010 وفي 23 يوليو 2016، تقرر إغلاق الجامعة بموجب مرسوم بقانون بشأن التدابير المتخذة في نطاق حالة الطوارئ.
وبسبب هذا الأمر قامت الجمعية الوطينة في تركيا بإنشاء جامعة أزمير باكيرشاي والتي حلّت مكانها في المدينة.

## الإغلاق
وتماشيا مع المرسوم بقانون رقم 667 الذي تقرر بعد محاولة الانقلاب العسكري في 15 يوليو 2016، تم إغلاق الجامعة على أساس أنها من بين المؤسسات التي "تنتمي إلى الانقلاب العسكري أو تتبعه أو كانت على اتصال بجماعة فتح الله غولن المصنّف إراهابيًا في تركيا وتقرر توزيع طلاب كلية الحقوق بجامعة دوكوز إيلول والطلاب الآخرين بجامعة كاتب جلبي .
ومع ذلك، نتيجة لسلسلة من القرارات المتغيرة، تقرر إعادة توطين الطلاب (تمامًا مثل الطلاب الذين أغلقت جامعاتهم الأخرى) بناءً على الدرجات التي حصلوا عليها في العام الذي دخلوا فيه الجامعة. ولم يتم قبول الطلاب السابقين في الجامعة الحكومية الجديدة التي أنشئت بدلاً من هذه الجامعة.

## روابط خارجية
- الموقع الرسمي